# Chironius scurrulus
Espèce
Synonymes
- Natrix scurrula Wagler, 1824
- Dendrophis viridis Duméril, Bibron & Duméril, 1854
- Herpetodryas fuscus Günther, 1859
- Herpetodryas holochlorus Cope, 1876
- Chironius barrioi Donoso-Barros, 1969

Chironius scurrulus  est une espèce de serpents de la famille des Colubridae.

## Répartition
Cette espèce se rencontre :
- dans le nord de la Bolivie ;
- au Brésil, dans les États d'Amazonas, Minas Gerais, Pará et Rondônia ;
- dans le sud-est de la Colombie ;
- en Équateur ;
- au Guyana ;
- en Guyane ;
- dans l'est du Pérou ;
- au Surinam ;
- à Trinité-et-Tobago ;
- au Venezuela, dans les États d'Amazonas et Bolívar[1].

## Description
Dans sa description Wagler lui donne le nom vernaculaire de « Couleuvre Arlequin » en précisant que « C'est nommée d'après le coloris semblable au vetiment d'un arlequin, vu que l'une des écailles du tronc supérieur est d'un brun rougeâtre, l'autre noirâtre ou violette, etc.. ». Il indique avoir trouvé ce serpent dans les lieux marécageux du rio Japurá.

## Publications originales
- Wagler, 1824 : Serpentum Brasiliensium species novae, ou histoire naturelle des espèces nouvelles de serpens. in Jean de Spix, Animalia nova sive species novae, p. 1-75 (texte intégral).
- Duméril, Bibron & Duméril, 1854 : Erpétologie générale ou histoire naturelle complète des reptiles. Tome septième. Première partie, p. 1-780 (texte intégral).